# Entrepreneur Walk of Fame

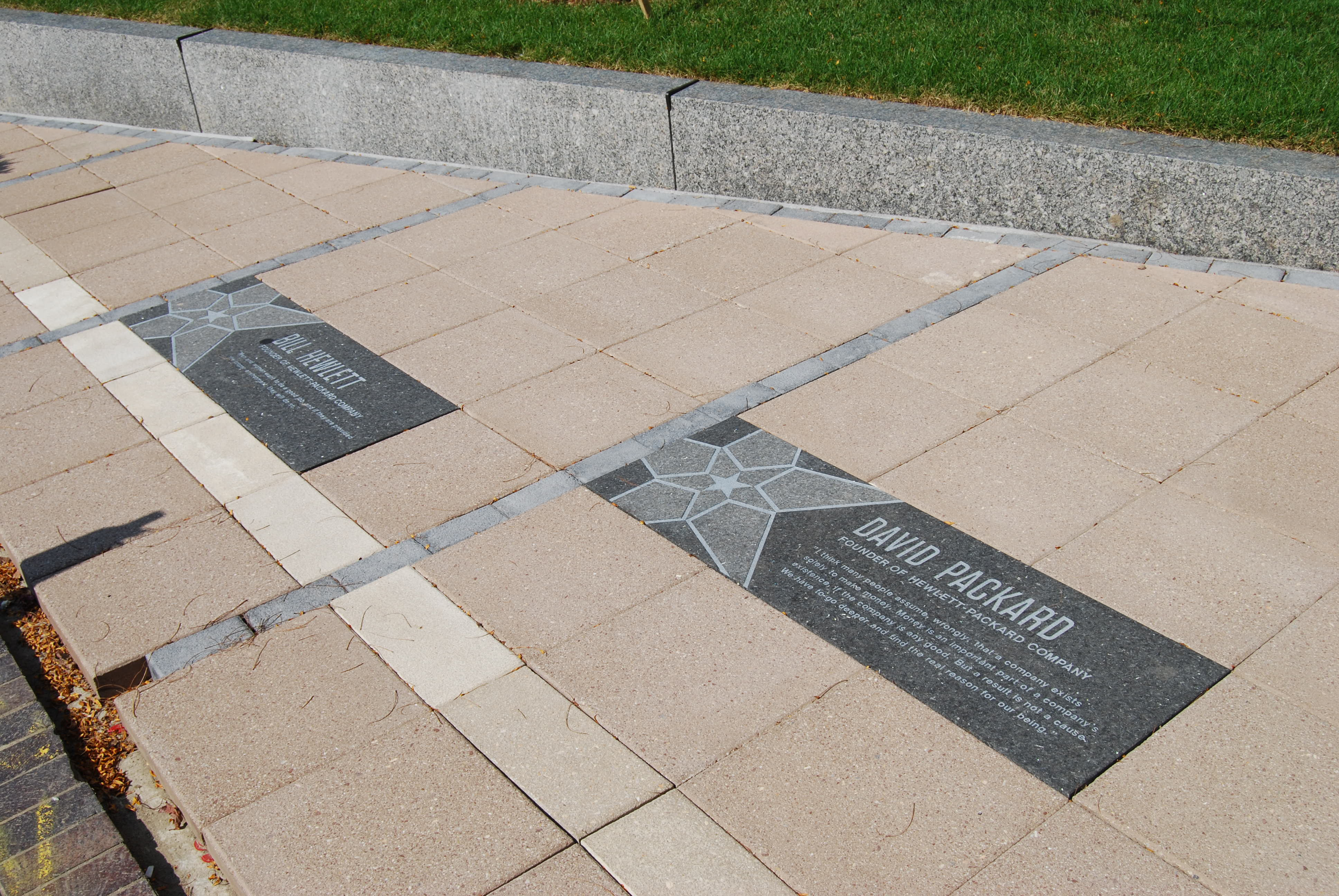
Le stelle sulla Entrepreneur Walk of Fame

Entrepreneur Walk of Fame è un riconoscimento istituito per distinguere l'impatto positivo degli imprenditori sulla creazione di posti di lavoro e sul progresso tecnologico. 

## Storia
Da un'idea di Bill Aulet, consigliere delegato del MIT Entrepreneurship Center, l'Entrepreneur Walk of Fame è stata inaugurata il 16 settembre 2011 con il riconoscimento di sette onorificenze: Bill Gates (Microsoft), Bill Hewlett e David Packard (HP), Bob Swanson (Genentech), Mitch Kapor (Lotus), Steve Jobs e Thomas Edison (General Electric).
Le stelle (ogni stella è realizzata in granito ed ha una dimensione di 120 centimetri per 45 centimetri) si trovano vicino all'uscita della fermata Kendall Square MBTA Red Line a Cambridge, Massachusetts.
Era previsto che nuove onorificenze venissero assegnate ogni anno in autunno, ma la passeggiata fu abbandonata per mancanza di finanziamenti e di tempo da dedicare da parte dei coordinatori Bill Aulet e Tim Rowe (amministratore delegato del MIT Entrepreneurship Center).